# Warren Alpert Foundation Prize
Le Warren Alpert Foundation Prize (prix de la Fondation Warren Alpert) est un prix scientifique décerné chaque année à des scientifiques dont les réalisations ont conduit à la prévention, à la guérison ou au traitement de maladies ou de troubles humains, et/ou dont la recherche constitue une découverte scientifique fondamentale qui est très prometteuse de changer à terme notre compréhension ou la capacité de traiter la maladie.

## Histoire
Le prix est créé en 1987 par le philanthrope et homme d'affaires Warren Alpert et la Fondation Warren Alpert.
Le prix Warren Alpert est décerné au niveau international et depuis sa création, dix lauréats ont également remporté un prix Nobel.
Le prix est administré de concert avec la Harvard Medical School à Boston, au Massachusetts, et la Warren Alpert Foundation, située à Providence, à Rhode Island. Un symposium annuel est organisé à la Harvard Medical School chaque automne où les récipiendaires présentent leurs travaux. Le prix comprend 500 000 $, une citation et une plaque.

## Lauréats du prix
| Année     | Lauréats | Citation | Nationalité            |
| --------- | --- | --- | ---------------------- |
| 2020      | Daniel Drucker, Joel Habener et Jens Juul Holst | Pour l'identification des peptides de type glucagon et être leader dans ce domaine avec des études poussées des cellules aux humains, aboutissant au développement de ces peptides en tant qu'agents thérapeutiques pour le traitement du diabète et du syndrome de l'intestin court. | CAN USA DEN            |
| 2019      | Ed Boyden, Karl Deisseroth, Peter Hegemann et Gero Miesenböck | For pioneering work in the field of optogenetics, a revolutionary technique that uses light and genetic modification to control the activity of cells in the brain. | USA Allemagne Autriche |
| 2018      | Francis Collins, Paul Negulescu, Bonnie Ramsey, Lap-Chee Tsui, Michael Welsh | For identifying faulty gene behind devastating disease, development of precision-targeted therapies. | USA CHN                |
| 2017      | Arlene Sharpe, Harvard Medical School, Gordon Freeman, Dana Farber Cancer Institute, Lieping Chen, Yale University, James P. Allison, University of Texas M.D. Anderson Cancer Center, Tasuku Honjo, Kyoto University                                                                        | For their collective contributions to the pre-clinical foundation and development of immune checkpoint blockade, a novel form of cancer therapy that has transformed the landscape of cancer treatment.                                                                               | USA Japan              |
| 2016      | Rodolphe Barrangou, North Carolina State University, Philippe Horvath, DuPont, Jennifer Doudna, University of California, Berkeley, Emmanuelle Charpentier, Max Planck Institute for Infection Biology et Umeå University, Virginijus Šikšnys, Vilnius University Institute of Biotechnology | For their remarkable contributions to the understanding of the CRISPR bacterial defense system and the revolutionary discovery that it can be adapted for genome editing | France USA Lithuania   |
| 2015      | Ruth Sonntag Nussenzweig et Victor Nussenzweig, NYU Langone Medical Center, Tu Youyou of the China Academy of Chinese Medical Sciences, Beijing | For their pioneering discoveries in chemistry and parasitology, and their personal commitment to translating these discoveries into effective chemotherapeutic and vaccine-based approaches to controlling malaria                                                                    | Brazil CHN             |
| 2014      | Dr Oleh Hornykiewicz, Medical University of Vienna, Roger A. Nicoll, University of California, San Francisco, Dr Solomon H. Snyder, Johns Hopkins School of Medicine | For seminal contributions to our understanding of neurotransmission and neurodegeneration, | Austria USA            |
| 2013      | Dr David Botstein, Princeton University, Ronald W. Davis, Stanford University School of Medicine et Dr David Hogness, Stanford University School of Medicine | For their seminal contributions to the concepts and methods of creating a genetic map in the human, and of positional cloning, leading to the identification of thousands of human disease genes and ushering in the era of human genetics,                                           | USA                    |
| 2012      | Dr Julian Adams, Infinity Pharmaceuticals, Dr Kenneth C. Anderson, Dana-Farber Cancer Institute, Dr Alfred L. Goldberg, Harvard Medical School et Dr Paul G. Richardson, Dana-Farber Cancer Institute                                                                                        | For the discovery, preclinical and clinical development of bortezomib to FDA approval and front line therapy for the treatment of patients with multiple myeloma | USA                    |
| 2011      | Dr Alain Carpentier, Hôpital Européen Georges-Pompidou et Dr Robert Langer, Massachusetts Institute of Technology | For their application of bioengineering principles to fundamental improvements in human health, | USA France             |
| 2009-2010 | Dr Howard Green, Harvard Medical School | For development of methodologies for the expansion and differentiation of human keratinocyte stem cells for permanent skin restoration in victims of extensive burns, | USA                    |
| 2008      | Dr Lloyd Aiello, Joslin Diabetes Center | For the discovery, characterization and implementation of laser panretinal photocoagulation, which is used to treat proliferative diabetic retinopathy | USA                    |
| 2007      | Harald zur Hausen et Lutz Gissmann, German Cancer Research Center | For work leading to the development of a vaccine against human papillomavirus | Allemagne              |
| 2006      | Dennis Slamon, UCLA ; Robert Weinberg, MIT ; Michael Shepard, Receptor BioLogix, Inc et Axel Ullrich, Center for Molecular Medicine, | For their work in identifying HER-2/neu as an oncogene and development of the anti-HER-2/neu monoclonal antibody Herceptin for breast cancer therapy | USA Allemagne          |
| 2005      | M. Judah Folkman, Harvard Medical School et Boston Children's Hospital | For discovering tumor angiogenesis, and for pioneering work in the development of antiangiogenic therapies for cancer | USA                    |
| 2004      | Susan Band Horwitz, Albert Einstein College of Medicine | For her seminal contributions to the understanding of how the antitumor agent Taxol kills cancer cells. | United States          |
| 2003      | Sidney Pestka, University of Medicine and Dentistry of New Jersey Robert Wood Johnson Medical School, David Goeddel, Tularik, Inc. et Charles Weissmann, Imperial College School of Medicine, London                                                                                         | For purification and characterization of interferon alpha; cloning of the human interferon alpha gene and mass production of recombinant interferon alpha for cancer treatment and treatment of hepatitis C                                                                           | UK USA                 |
| 2002      | Alfred Sommer, Johns Hopkins University Bloomberg School of Public Health | For epidemiologic insight into the effects of Vitamin A deficiency, and the resulting reduction in childhood mortality worldwide | USA                    |
| 2001      | Eugene Braunwald, Harvard Medical School et Barry Coller, Rockefeller University School of Medicine. | For work in cardiac physiology and pathophysiology, leading to the use of monoclonal antibodies to platelet surface antigens in antithrombotic therapy | USA                    |
| 2000      | David Baltimore, California Institute of Technology, Brian Druker, Oregon Health Sciences University, Nicholas Lydon, Amgen, Inc., Alex Matter, Novartis Pharma AG et Owen Witte, University of California, Los Angeles.                                                                     | For Development of Abl kinase inhibitors for use in the treatment of chronic myelogenous leukemia | USA Switzerland        |
| 1999      | Michael S. Brown et Joseph L. Goldstein, University of Texas Southwestern Medical School, Akira Endo (biochemist), Tokyo Noko University | For Development of HMG CoA reductase inhibitors | USA Japan              |
| 1998      | K. Frank Austen, Harvard Medical School | For elucidating the role of leukotrienes in asthma | USA                    |
| 1997      | Robert C. Gallo, University of Maryland School of Medicine et Luc Montagnier, Queens College, New York | For isolation of the Human Immunodeficiency Virus | USA France             |
| 1996      | Leo Sachs, Weizmann Institute of Science et Donald Metcalf, University of Melbourne | For discovery of blood cell growth factors | Israel Australia       |
| 1995      | John A. Clements, University of California, San Francisco | For discovery of lung surfactant, and development of synthetic lung surfactant therapy for Infant Respiratory Distress Syndrome | USA                    |
| 1994      | J.R. Warren, Royal Perth Hospital, and Barry J. Marshall, University of Virginia | For linking gastric ulcers to the H. pylori bacterium | Australia              |
| 1993      | Stuart H. Orkin, Harvard Medical School. | For genetic and molecular mechanisms of Βeta-Thalassemia and other blood disorders | USA                    |
| 1992      | Roscoe O. Brady, National Institutes of Health | For treatment for Gaucher’s Disease | USA                    |
| 1991      | David W. Cushman et Miguel A. Ondetti, Bristol Myers-Squibb | For ACE inhibitor therapy for hypertension and heart failure | USA Argentine          |
| 1990      | Aucun prix décerné. | |                        |
| 1989      | Yuet Wai Kan, University of California, San Francisco | For prenatal genetic screening for blood diseases | USA                    |
| 1988      | Louis Kunkel, Harvard Medical School | For discovery of the gene associated with a major form of muscular dystrophy | USA                    |
| 1987      | Kenneth Murray (biologiste), University of Edinburgh | For development of a vaccine against Hepatitis B | Écosse                 |

## Voir également
- Liste des prix en sciences biomédicales